# Mike Fisher (pilote)
Pour les articles homonymes, voir Michael Fisher (homonymie) et Fisher.
Mike Fisher, né le 13 mars 1943 à Los Angeles (États-Unis), est un ancien pilote automobile américain. Dans les années 1960, il a participé à de nombreuses courses de voitures de Sport, tout d'abord sur Chevrolet Corvette puis sur Porsche. Il a également couru en monoplace, sur Lotus 27. En 1967, il a tenté sa chance en Formule 1, disputant le Grand Prix du Canada sur l'ancienne Lotus de Jim Clark, se classant onzième et dernier de la course. Il devait piloter cette même voiture au Grand Prix du Mexique, mais un problème d'injection survenu lors du tour de chauffe l'empêcha de prendre le départ. Appelé sous les drapeaux en 1968, il mit un terme à sa carrière sportive et devint pilote d'avion.